# Trism
Trism est un jeu vidéo de puzzle développé et édité par Demiforce LLC, sorti en 2007 sur iOS. 

## Réception
- Le jeu est cité dans le livre Les 1001 jeux vidéo auxquels il faut avoir joué dans sa vie.
- IGN : 6/10[1]
- Pocket Gamer UK : 9/10[2]